# Вуотсиярви
Ву́отсия́рви (фин. Vuotsijärvi) — озеро на территории Лоймольского сельского поселения Суоярвского района Республики Карелия.

## Общие сведения
Площадь озера — 1,2 км², площадь водосборного бассейна — 82,3 км². Располагается на высоте 141,6 метров над уровнем моря.
Форма озера лопастная, продолговатая: вытянуто с северо-запада на юго-восток. Берега заболоченные.
Через озеро протекает река Мутанен.
В озере расположен остров без названия.
Населённые пункты возле озера отсутствуют. Ближайший — посёлок городского типа Вяртсиля — расположен в 26 км к юго-западу от озера.
Название озера переводится с финского языка как «проточное озеро».
Код объекта в государственном водном реестре — 01040300211102000013315.